# Aéroport international de Cluj-Napoca
Pour les articles homonymes, voir CLJ.
L'aéroport international de Cluj-Napoca (en roumain : Aeroportul Internațional Cluj-Napoca) (code IATA : CLJ • code OACI : LRCL) dessert la ville de Cluj-Napoca, tout comme la région nord-ouest et centre de la Roumanie, soit la Transylvanie. Situé à 9 km à l'est du centre-ville, il est le quatrième aéroport roumain quant au trafic de passagers, devancé par les deux aéroports de Bucarest (OTP et BBU) et légèrement par l'aéroport de Timișoara (TSR).

## Histoire
L'aéroport de Cluj fut fondé en 1932 et le premier vol passagers eut lieu le 11 septembre 1933.

## Situation
| \| 50 km1:1 922 000 \| Bacău Baia Mare-Maramureș Brașov Bucarest-Aurel-Vlaicu Bucarest-Henri-Coandă Cluj-Napoca Constanța Iași Sibiu Târgu Mureș Timișoara Arad Craiova Oradea Satu Mare Suceava |
| 50 km1:1 922 000 |

## Localisation et accès

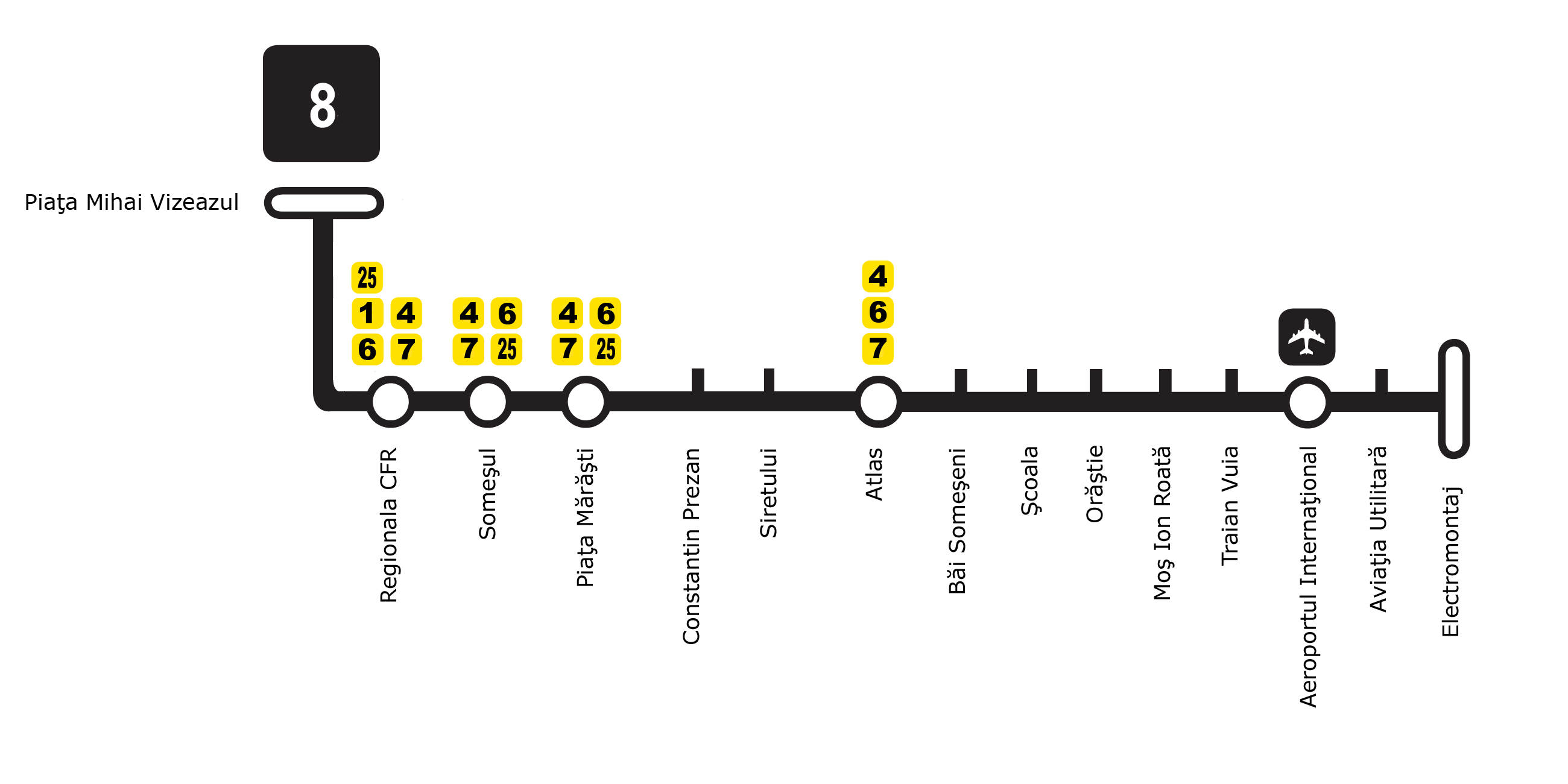
Ligne de bus no 8.

L'aéroport se situe à 9 km à l'est du centre-ville. Il est desservi par une ligne de bus (la ligne 8) ainsi que par des taxis. On peut aussi s'y rendre en voiture ; le coût du parking varie de 0,50 € pour 1 h 30 à 100 € pour 14-30 jours.
Plusieurs compagnies de location de voitures (dont Autorent, Avis, Europcar, Hertz, Sixt, Dollar-Thrifty, Rodna Trans, Jettour, etc.) ont ouvert des bureaux dans l'enceinte de l'aéroport.
Situé au bord de la route E576 (qui mène à Dej où elle bifurque vers Baia Mare et vers Bistrița), l'aéroport se trouve à une vingtaine de kilomètres de l'autoroute A3 qui passe à l'ouest et au sud-ouest de Cluj-Napoca et à environ 1 km du boulevard périphérique est qui fait la liaison avec la route E 60 à la sortie sud-est de la ville.

## Compagnies aériennes et destinations
| Compagnies                    | Destinations |
| ----------------------------- | --- |
| Aeroexpress Regional          | Budapest-Ferenc Liszt |
| AirConnect                    | Budapest-Ferenc Liszt, Constanța-M. Kogălniceanu |
| Animawings                    | Bucarest-H. Coandă |
| Corendon Airlines             | En saison : Antalya |
| HiSky                         | Bucarest-H. Coandă, Dublin, Tel Aviv - Ben Gourion En saison : Charm el-Cheikh, Hurghada |
| LOT Polish Airlines           | Varsovie-Chopin |
| Lufthansa                     | Francfort, Munich-F. J. Strauß |
| Ryanair                       | Bergame-Orio al Serio, Charleroi Bruxelles-Sud, Dublin, Londres-Stansted, Paris-Beauvais |
| Swiss International Air Lines | Zurich |
| Tarom                         | Bucarest-H. Coandă |
| Turkish Airlines              | Istanbul |
| Wizz Air                      | - Alicante-Elche, - Bâle-Mulhouse, - Barcelone-El Prat, - Bari-Karol Wojtyła, - Bergame-Orio al Serio, - Berlin-Brandebourg, - Birmingham, - Bologne-Borgo Panigale, - Catane-Fontanarossa, - Charleroi Bruxelles-Sud, - Dortmund, - Eindhoven, - Francfort-Hahn, - Larnaca, - Leeds-Bradford, - Liverpool-J.-Lennon, - Londres-Luton, - Lyon-Saint-Exupéry, - Madrid-Barajas, - Malaga-Costa del Sol, - Malmö, - Memmingen, - Naples-Capodichino, - Nuremberg-A. Dürer, - Paris-Beauvais, - Rome - G. B. Pastine (Ciampino), - Saragosse, - Tel Aviv - Ben Gourion, - Trévise-Sant'Angelo, - Valence, - Vienne-Schwechat En saison : - Abou Dabi, - Antalya, - Corfou-I. Kapodístrias, - La Canée I.-Daskaloyánnis, - Malte, - Nice-Côte d'Azur, - Zante D.-Solomós |

Actualisé le 28/06/2021  Actualisé le 14/04/2023

### Cargo
| Compagnies                                      | Destinations |
| ----------------------------------------------- | ------------ |
| DHL Aviation opéré par Airest                   | Budapest     |
| UPS Airlines opéré par ASL Airlines Switzerland | Cologne/Bonn |
| Silver Air                                      | Budapest     |
| TAROM Cargo                                     | Bucarest     |

## Développement

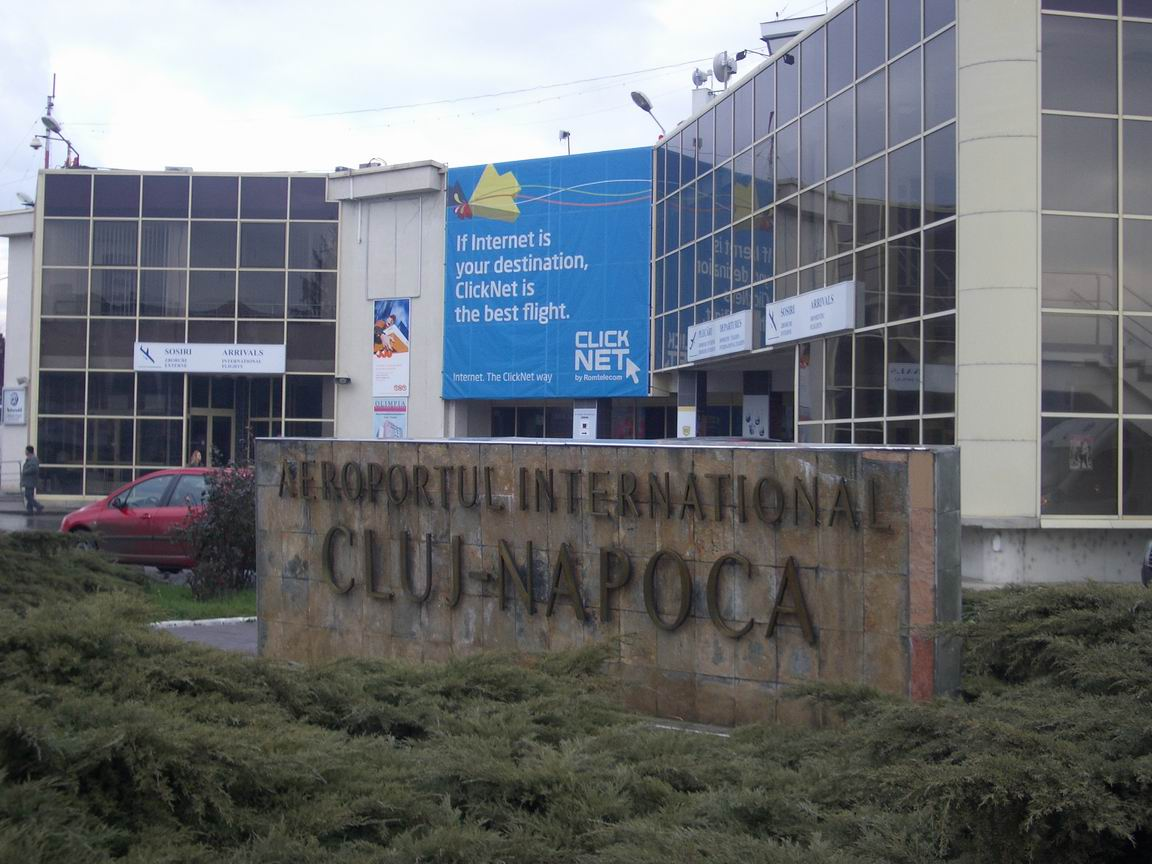
L'ancien bâtiment de l'aéroport.

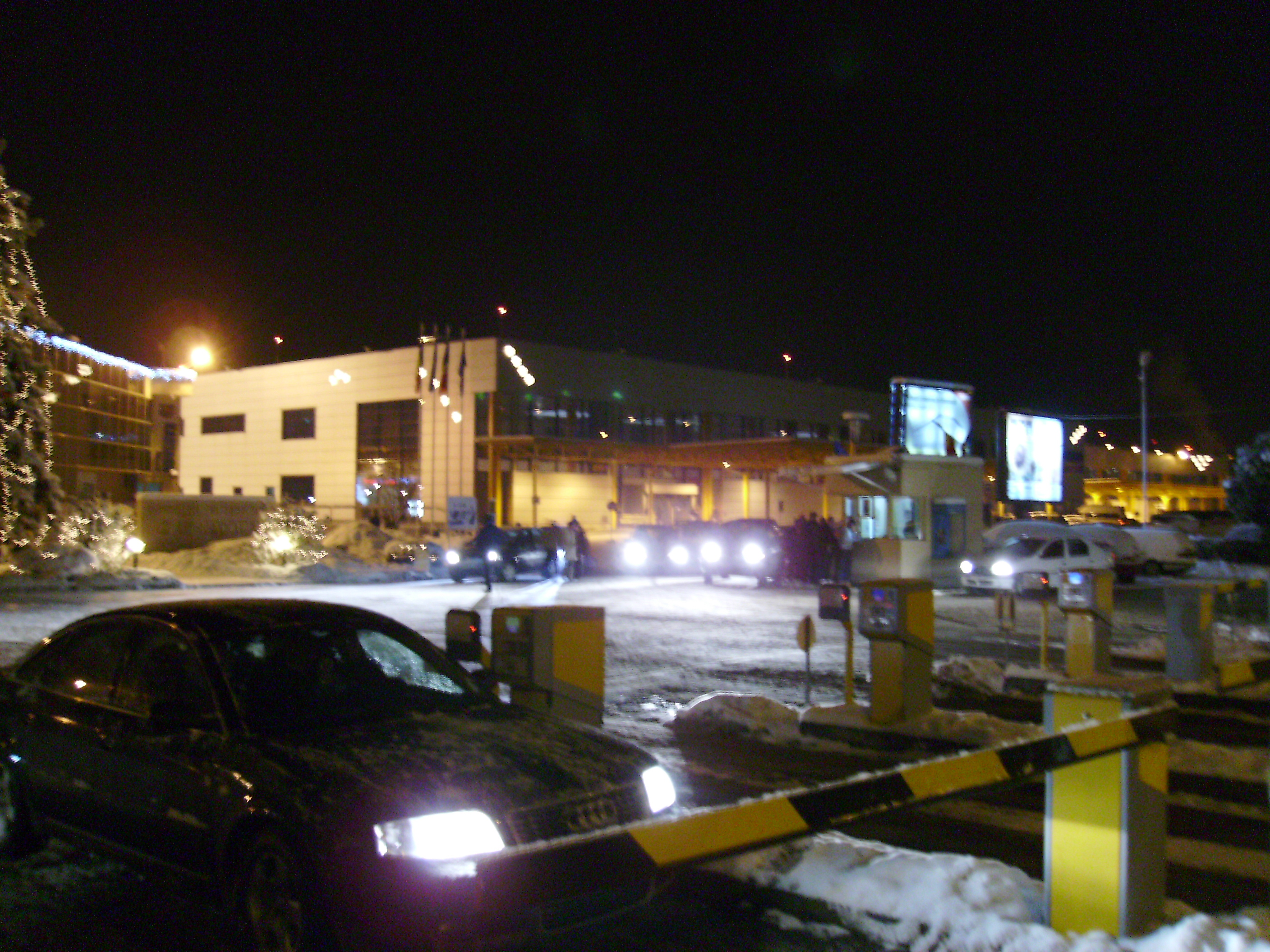
Les deux nouveaux terminaux et une partie du parking (2009).

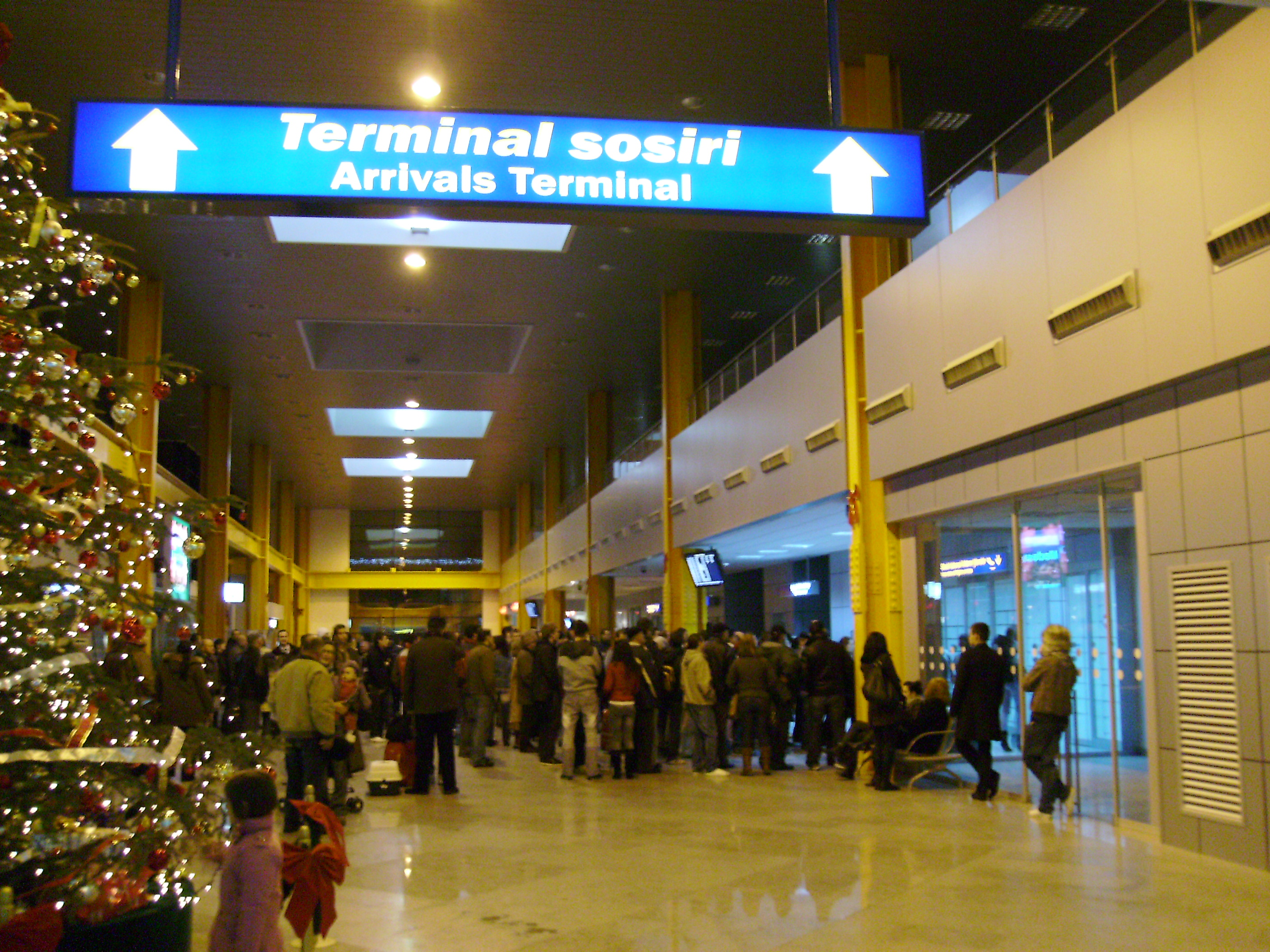
Le nouveau terminal d'arrivée.

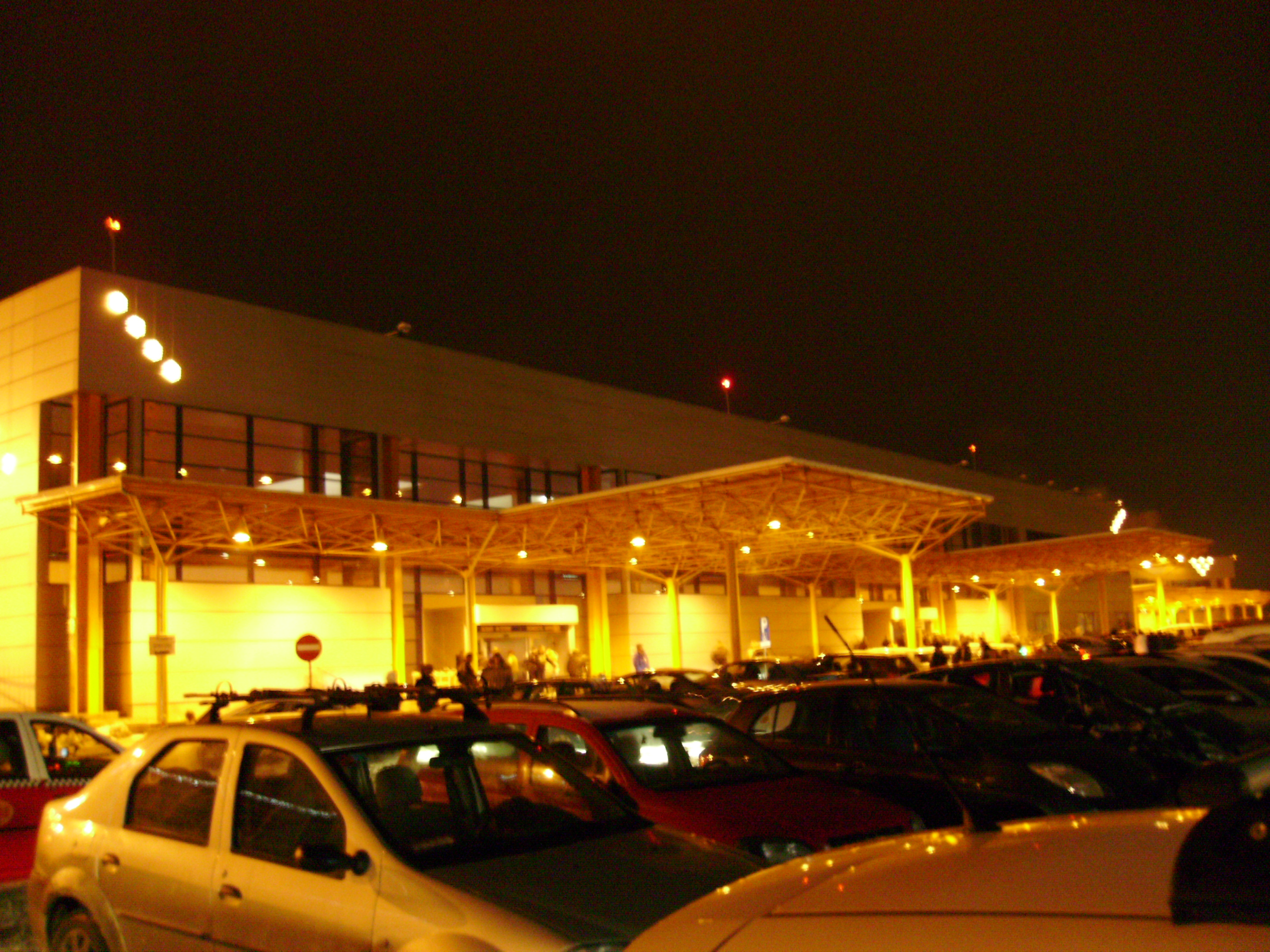
Les deux nouveaux terminaux.

L'aéroport de Cluj connaît une période de grand essor depuis le début des années 2000. Deux nouveaux terminaux de passagers avec une capacité de plus de 2 000 000 passagers par an ont ouvert leurs portes en 2008 et en 2009. En outre, sur le planning de développement figurent aussi un nouveau terminal de fret, une nouvelle piste de 3 500 mètres, une voie de roulement supplémentaire, le prolongement de la piste actuelle à 2 500 mètres, l'élargissement du parking, la construction de plusieurs hôtels, etc..
Le trafic de passagers ne cesse de croître et le cap des deux millions et demi  de passagers par an devrait être franchi en 2017.
Pour des raisons techniques, il est temporairement impossible d'afficher le graphique qui aurait dû être présenté ici.

Voir la requête brute et les sources sur Wikidata.
| Année | Passagers | Croissance |
| ----- | --------- | ---------- |
| 2001  | 90 128    | 19 %       |
| 2002  | 105 091   | 17 %       |
| 2003  | 121 037   | 15 %       |
| 2004  | 162 668   | 34 %       |
| 2005  | 202 556   | 25 %       |
| 2006  | 244 366   | 21 %       |
| 2007  | 390 521   | 60 %       |
| 2008  | 752 181   | 93 %       |
| 2009  | 834 400   | 11 %       |
| 2010  | 1 028 907 | 23 %       |
| 2011  | 1 004 855 | 2 %        |
| 2012  | 931 999   | 7 %        |
| 2013  | 1 036 438 | 11 %       |
| 2014  | 1 182 047 | 14 %       |
| 2015  | 1 487 603 | 26 %       |
| 2016  | 1 880 171 | 26 %       |
| 2017  | 2 699 286 | 44 %       |